# Francesco de’ Medici
Francesco de’ Medici (Firenze, Firenzei Köztársaság, 1541. március 25. – Poggio a Caiano, Toszkána, 1587. október 19.), Toszkána második nagyhercege apját, I. Cosimo de’ Medicit követvén 1574-től 1587-ben bekövetkezett haláláig. A firenzei Medici-család tagja.

## Családja
I. Cosimo de’ Medici nagyherceg (1519-1574) és Toledói Eleonóra (1519-1562) második gyermeke.
1565 decemberében feleségül vette I. Ferdinánd (1503-1564) német-római császár legifjabb leányát, Habsburg Johanna főhercegnőt (1547-1578), akitől egy – beteges – fia született, Filippo (1577–1582). Az osztrák főhercegnő halála után feleségül vette szeretőjét, Bianca Cappellót (1548-1587).

## Kormányzása
1564-ben került a kormányzat élére, amikor apja még élt. A nagyhercegi rangot 1574-ben örökölte apja után. A cím ugyan nem teljesen legitim, minthogy 1569-ben V. Piusz pápa adományozta Francesco apjának, Cosimónak, de Francesco elérte, hogy 1575 novemberében II. Miksa német-római császár is nagyherceggé emelje. A Habsburg-ház szolgálatáért cserébe elismertette a dinasztia örökletes jogát minden toszkánai területére, és kétszer is visszautasította, hogy jelöljék a lengyel trónra (1575 és 1587). Francesco nagyherceg hírneve a botrányok tengerében – köszönhetően családja tagjainak – egyre mélyebbre süllyedt: ő maga visszavonult a világtól pratolinói magánparadicsomába, ahol aranyhalait, svéd rénszarvasait etette, ápolta és a természet titkairól elmélkedett.

## Művészetpártolás
Más elfoglaltságai is voltak, amelyek elvonták a figyelmét a hivatalos ügyektől: az Uffizi harmadik emeletén művészeti galériát szervezett és ifjú művészek számára iskolát. Ő hozta létre az Accademia della Cruscát. Támogatta Bernardo Buontalenti (1536–1608) tervét Livorno fejlesztésére (1577), amelyből Toszkána legnagyobb kikötőjét kívánták kialakítani. Megerősítette a flottát is és számos kereskedelmi állomást létesített a Földközi-tenger keleti medencéjében. Élénk tudományos érdeklődést mutatott a kémia, a mechanika és a ballisztika iránt, de a család hagyományainak megfelelően pártolta a művészeket is és ő helyezte el a Mediciek festménygyűjteményét a firenzei Uffizi-palotában.

## Halála
Francesco feleségével együtt – ugyanazon a napon – halt meg 1587 októberében, valószínűleg maláriában. A népi képzelet azonban nem fogadta el ezt a prózai magyarázatot. Azt beszélték, hogy Bianca mérgezett tortát készített, amelyet sógorának – Ferdinándnak, a későbbi nagyhercegnek – szánt, de férje véletlenül megkóstolta és Bianca kétségbeesésében maga is evett belőle, hogy kövesse a szeretett férfit a halálba. Más változat szerint megmérgezték őket. Más, elképzelések szerint Ferdinánd mérgezte meg őket.